# Dance Hall at Louse Point
Dance Hall at Louse Point es el cuarto álbum lanzado por PJ Harvey, y el primero en colaboración con John Parish antes de A Woman a Man Walked By. Fue lanzado el 23 de septiembre de 1996 a través de Island Records.

## Lista de canciones
1. "Girl"
2. "Rope Bridge Crossing"
3. "City of No Sun"
4. "That Was My Veil"
5. "Urn with Dead Flowers in a Drained Pool"
6. "Civil War Correspondent"
7. "Taut"
8. "Un Cercle Autour du Soleil"
9. "Heela"
10. "Is That All There Is?" (Leiber, Stoller)
11. "Dance Hall at Louse Point"
12. "Lost Fun Zone"

- Datos: Q1755232